# Перед полуночью
«Перед полуночью» (англ. Before Midnight) — кинофильм американского режиссёра Ричарда Линклейтера, вышедший на экраны в 2013 году. Продолжение фильмов «Перед рассветом» и «Перед закатом».
Фильм вышел в широкий прокат в июне 2013 года и собрал больше 20 миллионов долларов. Как и предыдущий фильм, «Перед полуночью» был высоко оценен критиками и был номинирован на премию «Оскар» за лучший адаптированный сценарий.

## Сюжет
Действие происходит на протяжении одного дня спустя девять лет после событий фильма «Перед закатом». Главные герои, американец Джесси и француженка Селин, им около сорока лет, уже несколько лет они живут вместе в Париже и имеют двоих дочерей-близняшек. Заканчивается их отпуск, который они проводили у друзей в Греции на Пелопоннесе. Джесси провожает в аэропорту своего сына Хенка, который живёт в Чикаго с бывшей женой Джесси и который проводил каникулы с Джесси и Селин.
Из аэропорта Джесси с Селин и детьми едут на машине, обсуждая свои планы. Селин признаётся, что ей придётся оставить её нынешнюю работу в экологической организации, при этом у неё есть предложение о работе в правительственной организации, о котором она размышляет. Джесси обеспокоен взрослением Хенка, с которым он поддерживает отношения меньше, чем ему хотелось бы. Он размышляет о том, не могут ли они всей семьёй переехать жить в Чикаго, чтобы быть ближе к Хенку (поскольку забрать его у бывшей жены невозможно). Селин эта перспектива не радует.
Семья приезжает в гости к знакомому греческому писателю и его друзьям, где ведутся беседы об искусстве любви и смерти. Джесси обсуждает свои идеи о новом романе, при этом становится известно, что недавно вышел его роман, посвящённый продолжению отношения американца и француженки, основанный на личном опыте Джесси и Селин. Друзья дарят Джесси и Селин оплаченную ночь в гостинице, и пара направляется туда, по дороге обсуждая, что уже несколько лет они не оставались вот так наедине, без детей. Селин задаёт Джесси традиционный вопрос о том, захотел ли бы он познакомиться с ней, как тогда в 1994 году, но в её нынешнем состоянии.
В гостинице пара предполагает заняться любовью, однако Хенк неожиданно звонит Селин, сообщая, что он долетел до Лондона. Джесси снова начинает обсуждение Хенка и его будущего, что перерастает в большой спор и ссору с Селин по поводу распределения обязанностей в их семье и различного понимания будущего. Селин несколько раз выходит из комнаты, и наконец покидает её, сообщая Джесси, что больше не любит его. Позже Джесси находит Селин в кафе на набережной. Он представляется ей как посланник из будущего, который должен зачитать Селин письмо от её покойной бабушки. В этом (вымышленном) письме говорится о том, что наступающая ночь окажется одной из лучших в жизни пары. Селин вначале не хочет поддаваться на шутку Джесси, однако он говорит ей, что его любовь к ней, хотя и несовершенна, является реальностью, и пара постепенно примиряется.

## В ролях
| Актёр                  | Роль   |
| ---------------------- | ------ |
| Итан Хоук              | Джесси |
| Жюли Дельпи            | Селин  |
| Шеймус Дейви-Фицпатрик | Хенк   |
| Дженнифер Прайор       | Элла   |
| Шарлотта Прайор        | Нина   |
| Уолтер Лассали         | Патрик |
| Ариана Лабед           | Анна   |

## Отзывы
Фильм получил в основном положительные отзывы. На сайте Rotten Tomatoes на основе 200 обзоров фильм имеет 98 % положительных оценок со средним баллом 8,7 из 10, и по итогам 2013 года занял второе место по положительным отзывам после фильма  «Гравитация». На сайте Metacritic на основе 41 отзыва фильм имеет рейтинг 94/100.

## Награды и номинации
- 2014 — номинация на премию «Спутник» за лучший адаптированный сценарий (Ричард Линклейтер, Итан Хоук, Жюли Дельпи)
- 2014 — номинация на премию «Оскар» за лучший адаптированный сценарий (Ричард Линклейтер, Итан Хоук, Жюли Дельпи)
- 2014 — номинация на премию «Золотой глобус» за лучшую женскую роль в комедии или мюзикле (Жюли Дельпи)
- 2014 — номинация на премию «Бодил» за лучший американский фильм (Ричард Линклейтер)
- 2014 — две номинации на премию «Независимый дух»: лучший сценарий (Ричард Линклейтер, Итан Хоук, Жюли Дельпи) и лучшая женская роль (Жюли Дельпи)
- 2014 — номинация на премию Гильдии сценаристов США за лучший адаптированный сценарий (Ричард Линклейтер, Итан Хоук, Жюли Дельпи)